# Tigaday
Tigaday est un village de l'île d'El Hierro dans l'archipel des îles Canaries. Il fait partie de la commune de La Frontera.

## Situation
La localité se situe au centre de la dépression de Valle de El Golfo ainsi que de l'île d'El Hierro. Elle se trouve à un peu plus de 3 km de l'océan. Au centre du village, l'altitude avoisine les 265 m.

## Description
Tigaday est le principal village de la commune de La Frontera. Il s'articule autour des Calle Tigaday et Avenida Ignacio Padrón où l'on trouve plusieurs commerces ainsi que des cafés, des restaurants et des appartements à louer. Avec la capitale Valverde, il est le principal centre de commerce de l'île.

## Activités
Chaque dimanche matin, un petit marché artisanal se tient Calle Rafael Zamora.